# Begonia barkleyana
Begonia barkleyana là một loài thực vật có hoa trong họ Thu hải đường. Loài này được L.B.Sm. mô tả khoa học đầu tiên năm 1973.